# Auaxa sulphurea
Auaxa sulphurea là một loài bướm đêm trong họ Geometridae.